# Arnaldo Bagnasco
Arnaldo Bagnasco (Dernice, 25 maggio 1936 – Chiusa di Pesio, 21 luglio 2012) è stato uno sceneggiatore, giornalista, conduttore televisivo critico cinematografico e dirigente d'azienda italiano.

## Biografia
Ha esordito al Teatro Stabile di Genova negli anni sessanta come attore e nel 1963 ha collaborato come aiuto regista con Bernardo Bertolucci per il film Prima della rivoluzione. 
Fino al 1966, poi, è stato il regista stabile della compagnia teatrale di Tino Buazzelli.
Nel maggio del 1968 ha iniziato a lavorare alla Rai, a Roma, dopo aver vinto un concorso per sceneggiatori, e così per dieci anni si è occupato di cinema televisivo. Nel frattempo si laurea in economia all'Università "La Sapienza" di Roma con il professor Federico Caffè, discutendo una tesi dal titolo: "Riflessi di politica economica dell'industria culturale". 
È autore di sceneggiati e film televisivi di successo, come Eneide (1971), Un'estate, un inverno (1971), Una città in fondo alla strada (1975), Le cinque stagioni (1977), Ligabue (1978), Olga e i suoi figli (1985) e molti altri.
Nel 1979 scrive per la casa editrice Rizzoli il libro Vita di Ligabue.
Trasferitosi alla sede Rai di Genova in qualità di direttore dei programmi, durante la stagione del decentramento, si è fatto promotore e ideatore di molti programmi regionali e nazionali (ad esempio Tutto Govi, Maciste, Lo specchio rovesciato e Martin pescatore), aggregando energie creative giovanili di Genova e della Liguria. Sotto la sua direzione la Rai ligure vince a Mosca il festival mondiale del folk con il documentario Trallalero dedicato all'omonima forma di canto popolare genovese.
Tornato alla Rai di Roma a causa della chiusura delle strutture regionali, Bagnasco ha orientato la sua attività verso i programmi culturali, ideando e conducendo Mixer cultura (1987), Aspettando Grillo, Mina, Battisti... (1992), Punto e a capo (1994), Tenera è la notte (1996) e altri ancora. Inoltre, in qualità di capo struttura, ha ideato molti programmi del palinsesto televisivo serale di Rai 2 e Rai 3.  
Si è a lungo impegnato con la rubrica Palcoscenico nel tentativo di aprire la TV al teatro, proponendo sia classici come Gilberto Govi ed Eduardo De Filippo sia lavori contemporanei come Vajont di Marco Paolini.
Durante la sua carriera ha sempre coltivato la passione per il teatro e come autore ha posto mano, tra l'altro, alla riduzione di La bocca del lupo di Remigio Zena (interpretata da Lina Volonghi), a Panni sporchi show, scritto con Attilio Corsini, a tre edizioni di Voglia matta anni '60, scritto per l'estate romana sempre in collaborazione con Corsini, a Buone notizie, scritto in collaborazione con Beppe Grillo e Michele Serra; inoltre, ha ideato lo spettacolo estivo itinerante nel centro storico di Genova dal titolo Quattro passi nell'emozione della storia (1995-1997).
Ha svolto una fitta attività giornalistica su quotidiani e riviste, ed ha pubblicato, oltre a Vita di Ligabue (Rizzoli), la biografia di Gino Paoli per Franco Muzzio Editore, nel 1989, dal titolo Paoli.
Nel 1999 ha lasciato la Rai e la città di Roma ed è ritornato a vivere a Genova.
È stato presidente di Palazzo Ducale, a Genova, dal 1999 al 2008, ideando e realizzando importanti mostre, a partire da quella di esordio come presidente, dal titolo El siglo de los genoveses.
Dal 2004 fino alla morte è stato docente di teoria e tecnica del linguaggio televisivo presso il DAMS di Imperia.

### Morte
È deceduto il 21 luglio 2012 all'età di 76 anni, nella sua casa di campagna a Piancampo, nella Valle Pesio, in provincia di Cuneo.

## Filmografia parziale

### Sceneggiatore

#### Televisione
- Eneide, 1971, regia di Franco Rossi
- I Nicotera, 1972, regia di Salvatore Nocita
- Diagnosi, 1975, regia di Mario Caiano
- Le cinque stagioni, 1976, regia di Gianni Amico
- Ligabue, 1977, regia di Salvatore Nocita
- Paura sul mondo, 1979, regia di Domenico Campana
- La felicità, 1981, regia di Vittorio De Sisti
- Olga e i suoi figli, 1985, regia di Salvatore Nocita

### Attore
- Nero Wolfe, regia di Giuliana Berlinguer

## Programmi televisivi

### Conduttore
- Mixer Cultura (1987)
- Aspettando Grillo, Mina, Battisti (1992)
- Punto e a capo (1994)
- Tenera è la notte (1996)
- Quattro passi nell'emozione della storia (1998)